# Gigantochernes rudis
Espèce
Synonymes
- Chelifer rudis Balzan, 1887

Gigantochernes rudis est une espèce de pseudoscorpions de la famille des Chernetidae.

## Distribution
Cette espèce se rencontre au Paraguay, au Brésil et en Argentine.

## Publication originale
- Balzan, 1887 : Chernetidae nonnullae Sud-Americanae, I. Asuncion.